# Відзначення 200-річчя від дня народження Тараса Шевченка
|                                                                            |  |  |
| Ювілейна монета НБУ присвячена 200-річчю від дня народження Т. Г. Шевченка |  |  |

Святкування 200-річчя від дня народження Тараса Шевченка — комплекс заходів, спрямованих на вшанування пам'яті українського поета та художника Тараса Шевченка, протягом 2014 року.

## Історія
Указом Президента України № 257/2012 «Про додаткові заходи з підготовки та відзначення 200-річчя від дня народження Тараса Шевченка» 2014 рік оголошений «роком Тараса Шевченка в Україні». Двохсотлітній ювілей Тараса Шевченка було внесено ЮНЕСКО до Календаря пам'ятних дат.

## Театр
- 2014
  - 6 березня — «Така її доля…» Станіслава Мойсеєва за баладою «У тієї Катерини…»; реж. Станіслав Мойсеєв (Національний академічний драматичний театр імені Івана Франка)[3]
  - 7 березня — «Стіна» Людмили Колосович за творами Тараса Шевченка та Юрія Щербака; реж. Людмила Колосович, худ. Оксана Радкевич, хор. Ксенія Рихальська (Львівський драматичний театр ім. Лесі Українки)[4][5][6]
  - 6 травня — «Великий льох»; реж. Іван Данілін (Народний драматичний театр «КБУ» Центрального палацу культури, м. Чернівці)